# Плюскеллек
Плюскелле́к (фр. Plusquellec, брет. Pluskelleg) — коммуна во Франции, находится в регионе Бретань. Департамент — Кот-д’Армор. Входит в состав кантона Каллак. Округ коммуны — Генган.
Код INSEE коммуны — 22243.

## География
Коммуна расположена приблизительно в 440 км к западу от Парижа, в 140 км западнее Ренна, в 55 км к западу от Сен-Бриё.

## Население
Население коммуны на 2016 год составляло 528 человек.
| 1962 | 1968 | 1975 | 1982 | 1990 | 1999 | 2008 | 2016 |
| ---- | ---- | ---- | ---- | ---- | ---- | ---- | ---- |
| 902  | 825  | 699  | 575  | 551  | 521  | 531  | 528  |

## Экономика
В 2007 году среди 268 человек в трудоспособном возрасте (15—64 лет) 185 были экономически активными, 83 — неактивными (показатель активности — 69,0 %, в 1999 году было 66,8 %). Из 185 активных работали 170 человек (94 мужчины и 76 женщин), безработных было 15 (8 мужчин и 7 женщин). Среди 83 неактивных 30 человек были учениками или студентами, 38 — пенсионерами, 15 были неактивными по другим причинам.

## Достопримечательности
- Церковь Нотр-Дам и оссуарий (XVI век). Исторический памятник с 1926 года[3]
- Крест на кладбище (XVII век). Исторический памятник с 1926 года[4]

## Фотогалерея
- Церковь Нотр-Дам
- Статуи апостолов в церкви Нотр-Дам
- Распятие
- Крест на кладбище